# واپوترم
واپوترم (انگلیسی: Vapotherm) شرکت تجهیزات پزشکی آمریکایی است، که در سال ۱۹۹۹ تأسیس شد.